# Zambrów (comune rurale)
Zambrów è un comune rurale polacco del distretto di Zambrów, nel voivodato della Podlachia.
Ricopre una superficie di 298,98 km² e nel 2004 contava 9 001 abitanti.
Il capoluogo è Zambrów, che non fa parte del territorio ma costituisce un comune a sé.